# Pelasgs
Els pelasgs (en grec antic: Πελασγοί, llatí: Pelasgi) foren el més important dels pobles que poblaren Grècia abans de l'arribada dels hel·lens. Hi ha fonts que esmenten la seva presència per tota Grècia: a Tessàlia, Epir (Dodona és indicada com la seva capital), Perrèbia, Peònia, Beòcia, l'Àtica i el Peloponnès, a més de les illes, l'Àsia Menor i Itàlia. Tota la informació que se'n coneix prové de les fonts escrites, que mesclen totes fets històrics amb fets mitològics.

## Nom
El nom dels pelasgs (grec antic: Πελασγοί) és d'origen desconegut. Entre els grecs, l'etimologia més popular era la que ho relacionava amb el mot per les cigonyes, pèlargos (πελαργός), però aquesta etimologia és fantasiosa.
Entre les etimologies modernes més raonables, hi ha les de Gilbert Murray, que el fa derivar de πέλας γῆ (pélas gê, 'terra veïna'), i la de Julius Pokorny, pel qual prové del mot πέλαγος (pèlagos, + -skos), que en època històrica significava 'mar' però, segons Pokorny, originàriament significava 'plana'.

## Relat mític

Localització de pelasgs a les fonts antigues

Les fonts més antigues ofereixen una naturalesa poc clara pels pelasgs. Així, a la Ilíada, el nom dels pelasgs apareix en dos usos. En el Catàleg de les naus, entre els dominis d'Aquil·les s'inclouen els habitants de l'Argos Pelàsgic, i més endavant, en la Patroclea (XVI 233), Aquil·les es refereix a Zeus amb els epítets de Dodoneu i Pelàsgic; també Hesíode anomena Dodona «seu dels pelasgs». D'altra banda, però, els pelasgs com a poble s'inclouen en el Catàleg dels troians, comandats per Hipòtous, que habitaven la ciutat de Larisa, a Tessàlia, i, per tant, eren veïns dels mirmídons d'Aquil·les. Tant Hipòtous com el seu germà Pileu eren descendents de Pelasg, l'epònim dels pelasgs. Finalment, a la Odissea els pelasgs es compten entre els nombrosos pobles de Creta que fan que sigui una illa on es parlen «diverses llengües mesclades», entre els aqueus, els cretencs indígenes, els cidonis i els doris (XIX 175).
En general, els pelasgs eren considerats originaris de Grècia, a diferència dels grecs. Aquesta creença és vehiculada sovint pel mite que fa de Pelasg un rei autòcton, nascut de la terra, que regnava un territori del nord de Grècia, entre el Pindos i l'Estrímon, incloent Dodona i part de Tessàlia. Pelasg i els seus fills haurien estat els que acolliren les danaides, filles de Dànau, rei de Líbia, que representen el component estranger oriental de la cultura hel·lènica. Les referències als pelasgs relacionats amb Dodona són recurrents, com també les que els relacionen amb Tessàlia, on en època clàssica hi havia una regió anomenada Pelasgiòtida.
Ja Estrabó, però, fa notar que els pelasgs havien estat estesos per tota Grècia. Les llegendes també els situen a Beòcia, que haurien envaït juntament amb els tracis, foragitant els àons, els tèmmices, els lèleges i els hiants, que, més tard, haurien recobrat el seu territori, i els pelasgs haurien estat acollits pels atenesos, sota l'Himet. Els pelasgs també es localitzen en mites del Peloponnès, i principalment a Arcàdia, on Licàon, fill de Pelasg, va ser rei. També hi ha referències de pelasgs a Samotràcia, Lemnos, Imbros, Quios, Lesbos i moltes altres, entre les quals Creta. Tot i aquests moviments, els pelasgs es consideraven el poble indígena per antonomàsia: Heròdot fa notar el contrast entre els pelasgs, de naturalesa sedentària, i els doris, de naturalesa migratòria.
Fora de la Grècia europea, a l'Àsia Menor, també es localitzen mites que fan referència als pelasgs, tot i que sembla que els grecs no els consideraven particularment naturals d'aquella terra. Entre els llocs amb presència de pelasgs hi ha les ciutats d'Antandre, Esquílace, Plàcia, els veïns dels Cilicis i també es relacionava els caris amb els pelasgs, però, sobretot, amb els lèleges. Per davant de l'Àsia Menor, dominava la creença que els pelasgs s'estenien també per Itàlia. Els grecs hi relacionaven, per mitjà de nombroses llegendes, els campans, els sicilians, els enotris, els umbres, els peucetis i, sobretot, els tirrens, que s'identifiquen amb els etruscs. En aquest darrer cas, sembla força clar que el mite correspon, en termes generals, als fets històrics, atès que la relació entre els etruscs i els habitants originaris de l'illa de Lemnos, parlants del lemni, és un fet provat. Les llegendes que relacionen els pelasgs amb Itàlia s'estarien fent eco d'aquest vincle entre pobles tirrènics i les illes de l'Egeu.

## Interpretació
De totes aquestes informacions i mites, es fa difícil d'identificar què pertany a la imaginació total, què pertany a la realitat i què és una reinterpretació de la història per mitjà del mite. En qualsevol cas, sembla clar que els pelasgs foren un dels pobles que habitaven a Grècia en el moment de l'arribada dels grecs, i segurament el més extens o important. És probable, també, que el terme englobi diversos pobles, tal vegada d'origen i filiació molt diferents, que el mite ha convertit en un sol poble, com també sembla probable que, al final, el terme pelasg fos emprat per etiquetar qualsevol element no grec de les regions que poblaven els grecs en època històrica.
Els pelasgs, però, no són l'únic poble que es pot identificar amb aquest substrat pregrec. Els mateixos grecs parlaven en termes semblants dels dríops (a la Grècia central), els caucons (al Peloponnès), els lèleges (probablement relacionats amb els caris) i altres, que Estrabó fica dins un mateix sac. Probablement no eren considerats un poble de cultura grega, com ho prova el fet que, tot i habitar entre els grecs, eren de part del bàndol dels troians en la Guerra de Troia.
Com a poble estretament relacionat amb el substrat pregrec, la llengua dels pelasgs ha estat objecte d'un llarg debat en la filologia grega. Hom els ha volgut atribuir les clàssiques característiques dels fòssils del substrat grec, com ara els sufixos en -nth-, però no hi ha res de concloent. Existeixen propostes que vinculen els pelasgs a una llengua anatòlica, tràcia o albanesa, però generalment es considera una llengua preindoeuropea.